# کوهی یاماکوشی
کوهی یاماکوشی (انگلیسی: Kohei Yamakoshi؛ زادهٔ ۴ مهٔ ۱۹۹۳) بازیکن فوتبال اهل ژاپن است.